# Picornavirales
Picornavirales es un orden de virus que infectan animales, protistas y plantas. Presentan un genoma de ARN monocatenario de sentido positivo, por lo que se incluyen en el Grupo IV de la Clasificación de Baltimore. Entre las enfermedades que causan a los seres humanos destacan el resfriado común, la poliomielitis y la hepatitis A.
Los viriones no tienen envoltura, son icosaédricos y tienen un diámetro de unos 30 nanómetros. La cápside tiene una estructura de "pseudo T=3", y está compuesta por 60 protómeros. El genoma está formado por una o varias cadenas de ARN monocatenario que sirven directamente como ARNm, sin que se superpongan los marcos de lectura abiertos.

## Clasificación y filogenia
El orden incluye ocho familias que parecen haber coevolucionado con los eucariotas, anticipando su separación en los reinos de plantas y animales.
Los análisis moleculares han dado la siguiente filogenia entre familias:
|  | Polycipiviridae |
|  |                 |
|  | Noraviridae     |
|  |                 |

|  | Iflaviridae     |
|  |                 |
|  | Dicistroviridae |
|  |                 |

|  | Marnaviridae   |
|  |                |
|  | Solinviviridae |
|  |                |

|  | Iflaviridae     |
|  |                 |
|  | Dicistroviridae |
|  |                 |

|  | Marnaviridae   |
|  |                |
|  | Solinviviridae |
|  |                |

|  | Iflaviridae     |
|  |                 |
|  | Dicistroviridae |
|  |                 |

|  | Marnaviridae   |
|  |                |
|  | Solinviviridae |
|  |                |

|  | Iflaviridae     |
|  |                 |
|  | Dicistroviridae |
|  |                 |

|  | Marnaviridae   |
|  |                |
|  | Solinviviridae |
|  |                |

|  | Polycipiviridae |
|  |                 |
|  | Noraviridae     |
|  |                 |

|  | Iflaviridae     |
|  |                 |
|  | Dicistroviridae |
|  |                 |

|  | Marnaviridae   |
|  |                |
|  | Solinviviridae |
|  |                |

|  | Iflaviridae     |
|  |                 |
|  | Dicistroviridae |
|  |                 |

|  | Marnaviridae   |
|  |                |
|  | Solinviviridae |
|  |                |

|  | Iflaviridae     |
|  |                 |
|  | Dicistroviridae |
|  |                 |

|  | Marnaviridae   |
|  |                |
|  | Solinviviridae |
|  |                |

|  | Iflaviridae     |
|  |                 |
|  | Dicistroviridae |
|  |                 |

|  | Marnaviridae   |
|  |                |
|  | Solinviviridae |
|  |                |

|  | Polycipiviridae |
|  |                 |
|  | Noraviridae     |
|  |                 |

|  | Iflaviridae     |
|  |                 |
|  | Dicistroviridae |
|  |                 |

|  | Marnaviridae   |
|  |                |
|  | Solinviviridae |
|  |                |

|  | Iflaviridae     |
|  |                 |
|  | Dicistroviridae |
|  |                 |

|  | Marnaviridae   |
|  |                |
|  | Solinviviridae |
|  |                |

|  | Iflaviridae     |
|  |                 |
|  | Dicistroviridae |
|  |                 |

|  | Marnaviridae   |
|  |                |
|  | Solinviviridae |
|  |                |

|  | Iflaviridae     |
|  |                 |
|  | Dicistroviridae |
|  |                 |

|  | Marnaviridae   |
|  |                |
|  | Solinviviridae |
|  |                |

|  | Polycipiviridae |
|  |                 |
|  | Noraviridae     |
|  |                 |

|  | Iflaviridae     |
|  |                 |
|  | Dicistroviridae |
|  |                 |

|  | Marnaviridae   |
|  |                |
|  | Solinviviridae |
|  |                |

|  | Iflaviridae     |
|  |                 |
|  | Dicistroviridae |
|  |                 |

|  | Marnaviridae   |
|  |                |
|  | Solinviviridae |
|  |                |

|  | Iflaviridae     |
|  |                 |
|  | Dicistroviridae |
|  |                 |

|  | Marnaviridae   |
|  |                |
|  | Solinviviridae |
|  |                |

|  | Iflaviridae     |
|  |                 |
|  | Dicistroviridae |
|  |                 |

|  | Marnaviridae   |
|  |                |
|  | Solinviviridae |
|  |                |

|  | Polycipiviridae |
|  |                 |
|  | Noraviridae     |
|  |                 |

|  | Iflaviridae     |
|  |                 |
|  | Dicistroviridae |
|  |                 |

|  | Marnaviridae   |
|  |                |
|  | Solinviviridae |
|  |                |

|  | Iflaviridae     |
|  |                 |
|  | Dicistroviridae |
|  |                 |

|  | Marnaviridae   |
|  |                |
|  | Solinviviridae |
|  |                |

|  | Iflaviridae     |
|  |                 |
|  | Dicistroviridae |
|  |                 |

|  | Marnaviridae   |
|  |                |
|  | Solinviviridae |
|  |                |

|  | Iflaviridae     |
|  |                 |
|  | Dicistroviridae |
|  |                 |

|  | Marnaviridae   |
|  |                |
|  | Solinviviridae |
|  |                |

|  | Polycipiviridae |
|  |                 |
|  | Noraviridae     |
|  |                 |

|  | Iflaviridae     |
|  |                 |
|  | Dicistroviridae |
|  |                 |

|  | Marnaviridae   |
|  |                |
|  | Solinviviridae |
|  |                |

|  | Iflaviridae     |
|  |                 |
|  | Dicistroviridae |
|  |                 |

|  | Marnaviridae   |
|  |                |
|  | Solinviviridae |
|  |                |

|  | Iflaviridae     |
|  |                 |
|  | Dicistroviridae |
|  |                 |

|  | Marnaviridae   |
|  |                |
|  | Solinviviridae |
|  |                |

|  | Iflaviridae     |
|  |                 |
|  | Dicistroviridae |
|  |                 |

|  | Marnaviridae   |
|  |                |
|  | Solinviviridae |
|  |                |

|  | Polycipiviridae |
|  |                 |
|  | Noraviridae     |
|  |                 |

|  | Iflaviridae     |
|  |                 |
|  | Dicistroviridae |
|  |                 |

|  | Marnaviridae   |
|  |                |
|  | Solinviviridae |
|  |                |

|  | Iflaviridae     |
|  |                 |
|  | Dicistroviridae |
|  |                 |

|  | Marnaviridae   |
|  |                |
|  | Solinviviridae |
|  |                |

|  | Iflaviridae     |
|  |                 |
|  | Dicistroviridae |
|  |                 |

|  | Marnaviridae   |
|  |                |
|  | Solinviviridae |
|  |                |

|  | Iflaviridae     |
|  |                 |
|  | Dicistroviridae |
|  |                 |

|  | Marnaviridae   |
|  |                |
|  | Solinviviridae |
|  |                |

|  | Polycipiviridae |
|  |                 |
|  | Noraviridae     |
|  |                 |

|  | Iflaviridae     |
|  |                 |
|  | Dicistroviridae |
|  |                 |

|  | Marnaviridae   |
|  |                |
|  | Solinviviridae |
|  |                |

|  | Iflaviridae     |
|  |                 |
|  | Dicistroviridae |
|  |                 |

|  | Marnaviridae   |
|  |                |
|  | Solinviviridae |
|  |                |

|  | Iflaviridae     |
|  |                 |
|  | Dicistroviridae |
|  |                 |

|  | Marnaviridae   |
|  |                |
|  | Solinviviridae |
|  |                |

|  | Iflaviridae     |
|  |                 |
|  | Dicistroviridae |
|  |                 |

|  | Marnaviridae   |
|  |                |
|  | Solinviviridae |
|  |                |